# Rourea orientalis
Rourea orientalis är en tvåhjärtbladig växtart som beskrevs av Henri Ernest Baillon. Rourea orientalis ingår i släktet Rourea och familjen Connaraceae. Inga underarter finns listade i Catalogue of Life.